# Станковиці
Станковиці (пол. Stankowice, нім. Rengersdorf) — село в Польщі, у гміні Лешна Любанського повіту Нижньосілезького воєводства.
Населення — 357 осіб (2011).
У 1975-1998 роках село належало до Єленьоґурського воєводства.

## Демографія
Демографічна структура станом на 31 березня 2011 року:
|          | Загалом | Допрацездатний вік | Працездатний вік | Постпрацездатний вік |
| -------- | ------- | ------------------ | ---------------- | -------------------- |
| Чоловіки | 179     | 33                 | 131              | 15                   |
| Жінки    | 178     | 30                 | 103              | 45                   |
| Разом    | 357     | 63                 | 234              | 60                   |